# Whitman Főiskola
A Whitman Főiskola az USA Washington államának Walla Walla városában található bölcsészettudományi magánegyetem. Az 1859-ben alapított szeminárium 1882-ben szerzett akkreditációt, 1907-ben pedig elhagyta vallási gyökereit.

## Története
A mai Walla Walla közelében az 1800-as években történt Whitman mészárlás során a kajúszi indiánok Marcus Whitman misszionáriust és csapatát meggyilkolták. Cushing Eells a Whitman Szemináriumot egykori kollégáinak emlékére a mészárlás helyszínén akarta megnyitni, azonban erre különböző okokból Walla Wallában került sor. A szükséges területet Dorsey Baker, a város leggazdagabb polgára biztosította.
Az oktatás az 1866-ban emelt faépületben indult el; első igazgatója Peasly B. Chamberlin volt, aki egy év múlva lemondott, így a pozíciót 1869-ig Eells töltötte be. Távozását követően a hallgatói létszám lecsökkent, az oktatók gyakran nem kaptak fizetést, és az intézmény sem üzemelt minden tanévben. A problémák megoldására a vezetőség az előkészítő intézmény főiskolává alakításáról döntött; az új-angliai bölcsészettudományi iskolák mintájára létrejött intézmény 1882. szeptember 4-én nyílt meg 60 hallgatóval.
A támogatások ellenére az iskola anyagi gondokkal küzdött, ezért az addigi rektor, Alexander Jay Anderson 1891-ben távozott. Utódja James Francis Eaton atya lett, aki a problémák további fennállása miatt 1894-ben lemondott.
A vezető tisztséget átvevő Stephen Penrose atya az iskolának támogatókat szerzett, és új épületeket is átadtak. Penrose 1907-ben a műszaki képzésre történő átállásról döntött, ezért felszámolta az intézmény egyházi kapcsolatait, és diákszövetségeket hozott létre. Az átalakítás nem sikerült, ezért az intézményt 1912-től „kis létszámú bölcsészettudományi főiskolaként” hirdették.

## Sport
A Whitman Blues a National Collegiate Athletic Association III-as divíziójának tagja; rögbi-, lacrosse-, vízilabda-, ultimate- és kerékpáros csapatai is vannak. 2016-ban felvette a Blues nevet, amely a környékbeli hegységre utal.
1892 és 1977 között a főiskolának amerikaifutball-csapata is volt.

## Média
A hallgatói önkormányzat által üzemeltetett KWCW 90,5 FM rádióadó a Reid épületből sugároz. Vételi körzete 24 km, emellett online is hallgatható.

## Nevezetes személyek és csoportok

### Oktatás
- Ben Kerkvliet, az összehasonlító politika oktatója[8]
- Dan Fenno Henderson, a Washingtoni Egyetem ázsiai jogi képzésének alapítója[9]
- Frances Penrose Owen, a Washingtoni Állami Egyetem igazgatótanácsának első női tagja[10]
- Paula England, szociológus[11]
- Stephen A. Hayner, a Columbia Teológiai Szeminárium rektora[12]
- Torey Hayden, író, gyermekorvos[13]
- Vladimir Rojansky, oktató, író, orvos[14]

### Politika
- Al Ullman, képviselő[15]
- Ben Westlund, az oregoni államkincstár vezetője[16]
- Jack Burtch, ügyvéd[17]
- James Alger Fee, fellebbviteli bíró[18]
- James Robart, szövetségi bíró[19]
- Jena Griswold, Colorado államminisztere[20]
- Lucile Lomen, jogász[21]
- Neil Kornze, a földhivatal igazgatója[22]
- Pat Thibaudeau, szenátor[23]
- Ryan Crocker, nagykövet[24]
- W. Michael Gillette, bíró[25]
- Walt Minnick, képviselő[26]
- William O. Douglas, a legfelsőbb bíróság bírója[27]

### Sport
- Ben Eisenhardt, kosárlabdázó[28]
- Derrike Cope, autóversenyző[29]
- Holly Brooks, síelő[30]
- Ingrid Backstrom, síelő[31]
- Mara Abbott, kerékpárversenyző[32]
- Tommy Lloyd, kosárlabdaedző[33]

### Szórakoztatóipar
- Adam West, színész[34]
- Anomie Belle, zenész[17]
- Chastity Belt, indie rock együttes[35]
- Craig Lesley, regényíró[36]
- Cullen Hoback, producer[37]
- Dirk Benedict, színész[38]
- John Moe, író[39]
- Kathryn Shaw, a Studio 58 művészeti igazgatója[40]
- Lela Loren, színész[41]
- Marcus Amerman, üvegszobrász[42]
- Otto Harbach, dalszövegíró[43]
- Patrick Page, színész[44]
- Rick Stevenson, producer[45]
- Shane Johnson, színész[46]

### Tudomány és technológia
- Bernard Berelson, viselkedéstudományi kutató[47]
- David Crockett Graham, régész[48]
- David R. Nygren, részecskefizikus[49]
- Dorothy Metcalf-Lindenburger, űrhajós[50]
- Edith Quimby, matematikus[51]
- Gerard van Belle, csillagász[52]
- Robert Brattain, fizikus[53]
- Vladimir Rojansky, kvantummechanikai kutató[14]
- Wallace R. Brode, vegyész[54]
- Walker Bleakney, a tömegspektrométer feltalálója[55]
- Walter Brattain, Nobel-díjas fizikus, a tranzisztor egyik feltalálója[53]
- Webb Miller, biológus[56]

### Újságírás és történelem
- Douglas Cole, történész[57]
- Gordon Wright, történész[58]
- John Markoff, újságíró[59]
- Nate Cohn, újságíró[60]

### Üzleti élet
- John W. Stanton, a Western Wireless Corporation alapítója[61]
- Ralph J. Cordiner, a General Electric egykori vezérigazgatója[62]

### Egyéb
- Alan W. Jones, dandártábornok[63]
- Colleen Willoughby, filantróp[64]
- Marlin Eller, programozó[65]
- Steve McConnell, szoftvermérnök[66]
- Wanjiru Kamau-Rutenberg, társadalmi vállalkozó[67]

## Fordítás
- Ez a szócikk részben vagy egészben  a   Whitman College című angol Wikipédia-szócikk ezen változatának fordításán alapul.  Az eredeti cikk szerkesztőit annak laptörténete sorolja fel. Ez a jelzés csupán a megfogalmazás eredetét és a szerzői jogokat jelzi, nem szolgál a cikkben szereplő információk forrásmegjelöléseként.